# De keuken van Sofie

De keuken van Sofie (traduction : La cuisine de Sofie) est un programme de cuisine en néerlandais présenté par Sofie Dumont. Le programme est diffusé depuis le 27 août 2012 sur la chaîne de télévision commerciale belge VTM et succède à l'émission culinaire De perfecte keuken, présentée par Piet Huysentruyt.
L'émission, d'une durée de quinze minutes, est diffusée quotidiennement, les jours de la semaine, vers 18h00 et présente la confection d'une recette.
Bien que l'audience de la série De keuken van Sofie soit inférieure à celle de De perfecte keuken, une deuxième saison débute le 26 août 2013. Lors de la quatrième saison, une personnalité est invitée quotidiennement.